# William Henry, vévoda z Gloucesteru a Edinburghu
Princ William Henry, vévoda z Gloucesteru a Edinburghu (25. listopadu 1743, Westminster – 25. srpna 1805, Westminster) byl vnuk britského krále Jiřího II. a mladší bratr krále Jiřího III.

## Život

### Mládí
Princ William Henry se narodil v Leicester House ve Westminsteru. Jeho otcem byl Frederik Ludvík Hannoverský, princ z Walesu a nejstarší syn krále Jiřího II. a Karolíny Ansbašské. Jeho matkou byla Augusta Sasko-Gothajská, po sňatku princezna z Walesu. Pokřtěn byl v Leicester House jedenáct dní po svém narození. Jeho kmotrem se stal princ Vilém IV. Oranžský, jeho strýc z otcovy strany Vilém August Hannoverský a jeho manželka Augusta Sasko-Gothajská. V době svého narození byl William Henry čtvrtý v pořadí na královský trůn.
Williamův otec zemřel v roce 1751 a zanechal po sobě jej a jeho staršího bratra Jiřího (pozdějšího krále Jiřího III.). Jiří nastoupil na trůn dne 25. října 1760 a William se dne 19. listopadu 1764 stal vévodou z Gloucesteru a Edinburghu a hrabětem z Connaughtu. Dne 27. května 1762 se také stal rytířem Podvazkového řádu. V roce 1764 se začal dvořit ovdovělé Marii Walpole, vnučce Sira Roberta Walpola.

### Kariéra a manželství
Williamovým přáním bylo aktivně se účastnit vojenské služby, jeho zdraví a inteligence však byly nedostatečné. V roce 1766 se tajně oženil s Marií ve svém domě v Pall Mall. O tomto manželství věděl pouze král. William a Marie žili společně v domě St. Leonard's Hill v Cleweru, nedaleko Windsoru a společně měli tři děti, které od narození nesly vysoké šlechtické tituly a jakožto pravnoučatům krále Jiřího II. jim náležely i majetky v Gloucesteru.
V roce 1767 byl jmenován generálmajorem a stal se plukovníkem třetí linie pěšáků. Ve stejném roce se stal správcem Windsorského lesa. V roce 1771 se v Dublinu stal kancléřem univerzity a tento post držel až do roku 1805.
S Marií měl William tři děti:
- 1. Princezna Sofie z Gloucesteru (29. 5. 1773 Londýn – 29. 11. 1844 tamtéž), svobodná a bezdětná
- 2. Princezna Karolína z Gloucesteru (24. 6. 1774 Londýn – 14. 3. 1775 tamtéž), zemřela necelý rok po narození na neštovice
- 3. Princ William Frederick, vévoda z Gloucesteru a Edinburghu (15. 1. 1776 Řím – 30. 11. 1834 Bagshot)
  - ⚭ 1816 Marie Hannoverská (25. 4. 1776 Londýn – 30. 4. 1857 Weymouth)

Po vypuknutí americké války za nezávislost doufal William v polní vedení, ale to král zamítl. Dále se chtěl účastnit války Fridricha II. během Války o bavorské dědictví. S touto žádostí král účastnil, avšak Fridrich tuto nabídku odmítl. Nakonec se William přesunul k první linii pěšáků a dne 18. října 1793 se stal polním maršálem.

### Pozdější život
V roce 1782 zplodil nelegitimní dceru Louisu Marii La Coast (6. ledna 1782 – 10. února 1835). Její matkou byla Williamova milenka Almeria Carpenter, dcera hraběte z Tyrconellu.
William zemřel v Gloucester House v Londýně v roce 1805 a titul po něm převzal jeho syn William Frederick.

## Vývod z předků
|                                                  |                                          |  |                           |                                     |  |  |  |  |  |  |  | Arnošt August Brunšvicko-Lüneburský |
|                                                  |                                          |  |                           |                                     |  |  |  |  |  |  |  |                                     |
|                                                  | Jiří I.                                  |  |                           |                                     |  |  |  |  |  |  |  |                                     |
|                                                  |                                          |  |                           |                                     |  |  |  |  |  |  |  |                                     |
|                                                  |                                          |  |                           | Žofie Hannoverská                   |  |  |  |  |  |  |  |                                     |
|                                                  |                                          |  |                           |                                     |  |  |  |  |  |  |  |                                     |
|                                                  | Jiří II.                                 |  |                           |                                     |  |  |  |  |  |  |  |                                     |
|                                                  |                                          |  |                           |                                     |  |  |  |  |  |  |  |                                     |
|                                                  |                                          |  |                           | Jiří Vilém Brunšvicko-Lüneburský    |  |  |  |  |  |  |  |                                     |
|                                                  |                                          |  |                           |                                     |  |  |  |  |  |  |  |                                     |
|                                                  | Žofie Dorotea z Celle                    |  |                           |                                     |  |  |  |  |  |  |  |                                     |
|                                                  |                                          |  |                           |                                     |  |  |  |  |  |  |  |                                     |
|                                                  |                                          |  |                           | Éléonore Desmier d'Olbreuse         |  |  |  |  |  |  |  |                                     |
|                                                  |                                          |  |                           |                                     |  |  |  |  |  |  |  |                                     |
|                                                  | Frederik Ludvík Hannoverský              |  |                           |                                     |  |  |  |  |  |  |  |                                     |
|                                                  |                                          |  |                           |                                     |  |  |  |  |  |  |  |                                     |
|                                                  |                                          |  |                           | Albrecht II. Braniborsko-Ansbašský  |  |  |  |  |  |  |  |                                     |
|                                                  |                                          |  |                           |                                     |  |  |  |  |  |  |  |                                     |
|                                                  | Jan Fridrich Braniborsko-Ansbašský       |  |                           |                                     |  |  |  |  |  |  |  |                                     |
|                                                  |                                          |  |                           |                                     |  |  |  |  |  |  |  |                                     |
|                                                  |                                          |  |                           | Žofie Markéta Oettingenská          |  |  |  |  |  |  |  |                                     |
|                                                  |                                          |  |                           |                                     |  |  |  |  |  |  |  |                                     |
|                                                  | Karolina z Ansbachu                      |  |                           |                                     |  |  |  |  |  |  |  |                                     |
|                                                  |                                          |  |                           |                                     |  |  |  |  |  |  |  |                                     |
|                                                  |                                          |  |                           | Jan Jiří I. Sasko-Eisenašský        |  |  |  |  |  |  |  |                                     |
|                                                  |                                          |  |                           |                                     |  |  |  |  |  |  |  |                                     |
|                                                  | Eleonora Sasko-Eisenašská                |  |                           |                                     |  |  |  |  |  |  |  |                                     |
|                                                  |                                          |  |                           |                                     |  |  |  |  |  |  |  |                                     |
|                                                  |                                          |  |                           | Johana ze Sayn-Wittgensteinu        |  |  |  |  |  |  |  |                                     |
|                                                  |                                          |  |                           |                                     |  |  |  |  |  |  |  |                                     |
| William Henry, vévoda z Gloucesteru a Edinburghu |                                          |  |                           |                                     |  |  |  |  |  |  |  |                                     |
|                                                  |                                          |  |                           |                                     |  |  |  |  |  |  |  |                                     |
|                                                  |                                          |  | Arnošt I. Sasko-Gothajský |                                     |  |  |  |  |  |  |  |                                     |
|                                                  |                                          |  |                           |                                     |  |  |  |  |  |  |  |                                     |
|                                                  | Fridrich I. Sasko-Gothajsko-Altenburský  |  |                           |                                     |  |  |  |  |  |  |  |                                     |
|                                                  |                                          |  |                           |                                     |  |  |  |  |  |  |  |                                     |
|                                                  |                                          |  |                           | Alžběta Žofie Sasko-Altenburská     |  |  |  |  |  |  |  |                                     |
|                                                  |                                          |  |                           |                                     |  |  |  |  |  |  |  |                                     |
|                                                  | Fridrich II. Sasko-Gothajsko-Altenburský |  |                           |                                     |  |  |  |  |  |  |  |                                     |
|                                                  |                                          |  |                           |                                     |  |  |  |  |  |  |  |                                     |
|                                                  |                                          |  |                           | August Sasko-Weissenfelský          |  |  |  |  |  |  |  |                                     |
|                                                  |                                          |  |                           |                                     |  |  |  |  |  |  |  |                                     |
|                                                  | Magdaléna Sibyla Sasko-Weissenfelská     |  |                           |                                     |  |  |  |  |  |  |  |                                     |
|                                                  |                                          |  |                           |                                     |  |  |  |  |  |  |  |                                     |
|                                                  |                                          |  |                           | Anna Marie Meklenbursko-Schwerinská |  |  |  |  |  |  |  |                                     |
|                                                  |                                          |  |                           |                                     |  |  |  |  |  |  |  |                                     |
|                                                  | Augusta Sasko-Gothajská                  |  |                           |                                     |  |  |  |  |  |  |  |                                     |
|                                                  |                                          |  |                           |                                     |  |  |  |  |  |  |  |                                     |
|                                                  |                                          |  |                           | Jan VI. Anhaltsko-Zerbstský         |  |  |  |  |  |  |  |                                     |
|                                                  |                                          |  |                           |                                     |  |  |  |  |  |  |  |                                     |
|                                                  | Karel Anhaltsko-Zerbstský                |  |                           |                                     |  |  |  |  |  |  |  |                                     |
|                                                  |                                          |  |                           |                                     |  |  |  |  |  |  |  |                                     |
|                                                  |                                          |  |                           | Žofie Augusta Holštýnsko-Gottorpská |  |  |  |  |  |  |  |                                     |
|                                                  |                                          |  |                           |                                     |  |  |  |  |  |  |  |                                     |
|                                                  | Magdalena Augusta Anhaltsko-Zerbstská    |  |                           |                                     |  |  |  |  |  |  |  |                                     |
|                                                  |                                          |  |                           |                                     |  |  |  |  |  |  |  |                                     |
|                                                  |                                          |  |                           | August Sasko-Weissenfelský          |  |  |  |  |  |  |  |                                     |
|                                                  |                                          |  |                           |                                     |  |  |  |  |  |  |  |                                     |
|                                                  | Žofie Sasko-Weissenfelská                |  |                           |                                     |  |  |  |  |  |  |  |                                     |
|                                                  |                                          |  |                           |                                     |  |  |  |  |  |  |  |                                     |
|                                                  |                                          |  |                           | Anna Marie Meklenbursko-Schwerinská |  |  |  |  |  |  |  |                                     |
|                                                  |                                          |  |                           |                                     |  |  |  |  |  |  |  |                                     |